# Smell of Female
Smell of Female es el primer álbum en vivo de la banda estadounidense de rock The Cramps y que fue grabado en el club The Peppermint Lounge de la ciudad de Nueva York durante los días 25 y 26 de febrero de 1983.
Se publicó en noviembre del mismo año a través de tres sellos discográficos, Big Beat Records en Reino Unido, Enigma Records en EE. UU. y New Rose Records en Francia, este último con diferente portada y la inclusión de pista adicional "Weekend on Mars". 
Todos los temas fueron composiciones de la guitarrista Poison Ivy y del cantante Lux Interior, excepto las versiones de "Psychotic Reaction" del grupo de los sesenta Count Five y "Faster Pussycat", que pertenecía a la película Faster, Pussycat! Kill! Kill! de 1965 del director Russ Meyer.
En la reedición digital se amplió el álbum con tres pistas adicionales, entre ellas una versión en directo de "She Said" de Hasil Adkins y la inclusión de "Surfin' Dead" que pertenecía a la banda sonora de Return of the Living Dead del director Dan O'Bannon. 

## Lista de canciones
1. "Thee Most Exalted Potentate of Love"
2. "You Got Good Taste"
3. "Call of the Wighat"
4. "Faster Pussycat"
5. "I Ain't Nuthin' But a Gorehound"
6. "Psychotic Reaction"

Bonus Tracks:
1. "Beautiful Gardens"
2. "She Said"
3. "Surfin' Dead"

## Personal

### Formación
- Lux Interior - Vocalista
- Poison Ivy Rorschach - Guitarra
- Kid Congo Powers - Guitarra
- Nick Knox - Batería